# Capital FC
Der Capital Futebol Clube, in der Regel nur kurz Capital genannt, ist ein 2012 gegründeter Fußballverein aus Palmas im brasilianischen Bundesstaat Tocantins.
Aktuell spielt der Verein in der vierten brasilianischen Liga, der Série D, sowie in der Staatsmeisterschaft von Tocantins.

## Erfolge
- Staatsmeisterschaft von Tocantins Segunda Divisão: 2019

## Stadion
Der Verein trägt seine Heimspiele im Estádio Municipal Nílton Santos in Palmas aus. Das Stadion hat ein Fassungsvermögen von 12.000 Personen.

## Trainer
Stand: 22. November 2024
| Trainer               | Nation    | von             | bis           |
| --------------------- | --------- | --------------- | ------------- |
| José Antonio Nogueira | Brasilien | 5. Februar 2020 | 9. März 2020  |
| Ricardo Lima          | Portugal  | 26. Januar 2024 | 27. März 2024 |
| Tiago Rocha           | Portugal  | 13. März 2024   | 16. März 2024 |
| Givanildo Sales       | Brasilien | 26. April 2024  | 30. Juni 2024 |
| Jairo Nascimento      | Brasilien | 4. Juni 2024    | 3. Juli 2024  |
| Célio Ivan            | Brasilien | 5. Juli 2024    |               |